# Jerzy Szczyt Zabielski
Jerzy Szczyt Zabielski herbu Trzaska – koniuszy brasławski w 1674 roku.
Był elektorem Jana III Sobieskiego z województwa połockiego w 1674 roku.